# Лаккер, Зоэ
Зо́э Эли́забет Ла́ккер (англ. Zöe Elizabeth Lucker; 11 апреля 1974, Хаддерсфилд, Уэст-Йоркшир, Англия, Великобритания) — английская телевизионная актриса.

## Биография
Зоэ Элизабет Лаккер родилась 11 апреля 1974 года в Хаддерсфилде (графство Уэст-Йоркшир, Англия, Великобритания) в семье военных, которые добровольно служили в Замбии, а затем стали школьными учителями. У Зэо есть трое родных братьев и сестёр.

## Карьера
Лаккер наиболее известна по роли Тани Тёрнер в телесериале «Жёны футболистов», в котором она снималась в 2002—2006 годах.
Является лауреатом нескольких телепремий.

## Личная жизнь
В 2000—2001 года Зоэ была замужем за Ричардом Форшоу.
В настоящее время Зоэ состоит в фактическом браке с Джеймсом Хербертом, с которым она помолвлена с февраля 2008 года. В этих отношениях она родила своего первенца — дочь Лилли Алабаму Херберт (род.02.09.2008).